# Uri Ra’anan
Uri Ra’anan (bis 1954 Heinz Felix Frischwasser) (geboren 10. Juni 1926 in Wien; gestorben 10. August 2020) war ein US-amerikanischer Politikwissenschaftler österreichischer Herkunft.

## Werdegang
Heinz Felix Frischwasser war ein Sohn des Markus Frischwasser (1900–1975) und  der Bertha Ettinger (1896–1980). Seine Familie floh aus Österreich 1938 in die Schweiz und dann nach England, wo er ab 1945 an der Universität Oxford studierte. 1951 zog er nach Israel, wo er als Journalist arbeitete und 1954 den hebräischen Namen Uri Ra’anann annahm. 1958 ging er als israelischer Regierungsbeamter und Diplomat in die USA. Ab 1964 arbeitete er als Wissenschaftler in den USA und erhielt die amerikanische Staatsbürgerschaft.
Als Politologe spezialisierte er sich auf die Erforschung von Internationalen Beziehungen und Konflikten sowie des Regierungssystems der Sowjetunion und Russlands. Er lehrte als Professor am Massachusetts Institute of Technology, an der Columbia University, der City University of New York, der Tufts University und schließlich an der privaten Boston University.

## Schriften (Auswahl)
- The Soviet Empire and the Challenge of National and Democratic Movements (1990).
- Gorbachev's USSR: A System in Crisis (1990).
- Inside the Apparat: Perspectives on the Soviet Union (1990).
- State and Nation in Multi-ethnic Societies (1991).
- Russian Pluralism – Now Irreversible? (1992).
- Russia: A Return to Imperialism (1995).
- Russia's Power Transfer Crises (2006).